# Platycerus delicatulus
Platycerus delicatulus es una especie de coleóptero de la familia Lucanidae. Presenta las subespecies: Platycerus delicatulus delicatulus y Platycerus delicatulus unzendakensis.

## Distribución geográfica
Habita en Japón.